# سیارک ۱۵۵۷
سیارک ۱۵۵۷ (به انگلیسی: 1557 Roehla، نامگذاری:1942AD) هزار و پانصد و پنجاه و هفتمین سیارک کشف شده‌است که در ۱۴ ژانویه ۱۹۴۲ و در هایدلبرگ کشف شد.
قدر مطلق سیارک برابر ۱۱٫۳۰ است.